# Politique étrangère du Gabon
 (juin 2018).
Si vous disposez d'ouvrages ou d'articles de référence ou si vous connaissez des sites web de qualité traitant du thème abordé ici, merci de compléter l'article en donnant les références utiles à sa vérifiabilité et en les liant à la section « Notes et références ».

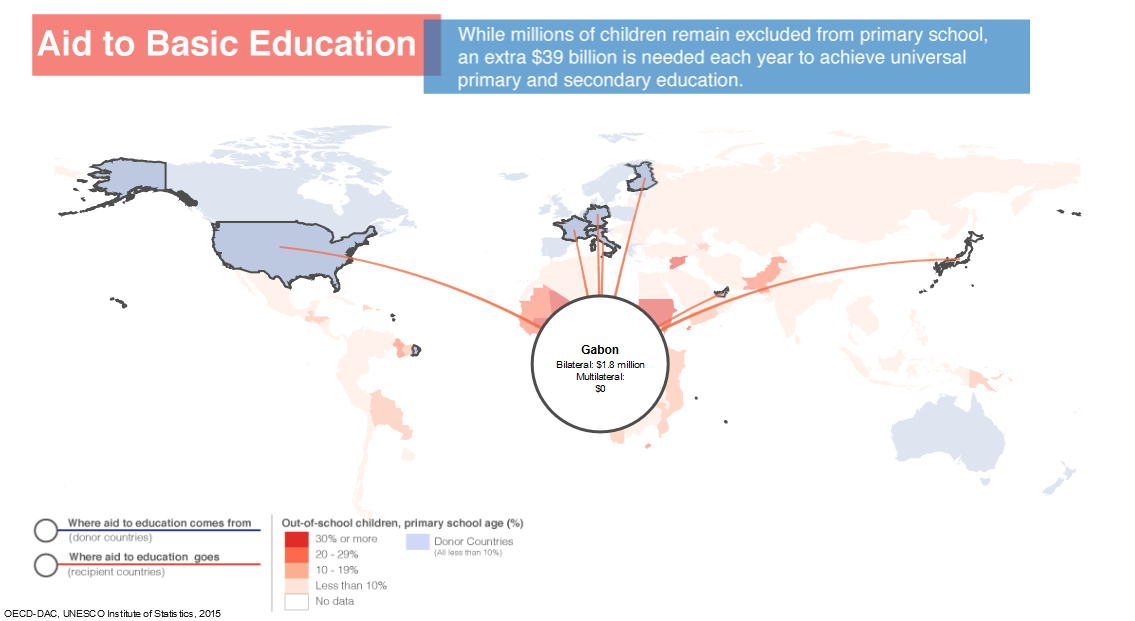
Schéma montrant le montant des aides reçues par le Gabon lors du programme Aid to Basic Education.

Le Gabon est devenu un acteur des relations internationales après son indépendance en 1960. Au cours de la guerre froide, le Gabon est généralement considéré comme affilié au camp occidental eu égard à sa proximité vis-à-vis de la France et des États-Unis. Néanmoins, le Gabon reconnaissait les deux parties de certains pays divisés. Depuis 1973, le nombre de pays ayant des relations diplomatiques avec le Gabon a doublé. En ce qui concerne les affaires africaines, le Gabon est impliqué dans le processus d'unification africain dès ses origines. Membre fondateur de l'OUA en 1963, le Gabon faisait partie des Etats préférant une organisation confédérale et rejetant la constitution d'un État fédéral africain. Préoccupé par la stabilité en Afrique Centrale, le Gabon a été directement impliqués dans les efforts de médiation au Tchad en Centrafrique, au Congo, en Angola, et en république démocratique du Congo. En décembre 1999, à travers les efforts de médiation du président Omar Bongo, un accord de paix a été signé en république du Congo entre le gouvernement et la plupart des dirigeants de la rébellion armée. Le président Bongo est resté impliqué dans la poursuite du processus de paix Congolais. Le Gabon a été un grand promoteur de la stabilité régionale, et les Gabonais, les forces armées ont joué un rôle important dans l'ONU de maintien de la paix de la mission en République centrafricaine (MINUSCA).
Le Gabon est membre de l'ONU et certaines de ses institutions spécialisées, ainsi que d'organisations internationales comme la Banque mondiale, L'Union africaine (UA), La Communauté économique et monétaire de l'Afrique centrale (CEMAC), l'Organisation de la coopération islamique (OCI), le Mouvement des non-alignés, ou l'Organisation des pays exportateurs de pétrole (OPEP).

## Les relations diplomatiques

### Liste des représentations diplomatiques du Gabon
| Pays                             | Ambassade       | Consulats généraux (sauf indication)   |
| -------------------------------- | --------------- | -------------------------------------- |
| Afrique du Sud                   | Pretoria        |                                        |
| Algérie                          | Alger           |                                        |
| Angola                           | Luanda          |                                        |
| Bénin                            |                 | Consulat à Cotonou                     |
| Cameroun                         | Yaoundé         |                                        |
| République du Congo              | Brazzaville     |                                        |
| République démocratique du Congo | Kinshasa        |                                        |
| Côte d'Ivoire                    | Abidjan         |                                        |
| Égypte                           | Le Caire        |                                        |
| Éthiopie                         | Addis-Abeba     |                                        |
| Guinée équatoriale               | Malabo          |                                        |
| Libye                            | Tripoli         |                                        |
| Mali                             |                 | Consulat à Bamako                      |
| Maroc                            | Rabat           |                                        |
| Nigeria                          | Abuja           |                                        |
| Sénégal                          | Dakar           |                                        |
| Togo                             | Lomé            |                                        |
| France                           | Paris           | Assure aussi des fonctions consulaires |
| Allemagne                        | Berlin          |                                        |
| Belgique                         | Bruxelles       |                                        |
| Espagne                          | Madrid          |                                        |
| Royaume-Uni                      | Londres         |                                        |
| Italie                           | Rome            |                                        |
| Russie                           | Moscou          |                                        |
| Vatican                          | Cité du Vatican |                                        |
| États-Unis                       | Washington      | Consulat à New York                    |
| Canada                           | Ottawa          |                                        |
| Italie                           | Rome            |                                        |
| Brésil                           | Brasilia        |                                        |
| Arabie saoudite                  | Riyad           |                                        |
| Chine                            | Pékin           |                                        |
| Japon                            | Tokyo           |                                        |
| Corée du Sud                     | Séoul           |                                        |
| Inde                             | New Delhi       |                                        |